# Onitis viridulus
Onitis viridulus är en skalbaggsart som beskrevs av Karl Henrik Boheman 1857. Onitis viridulus ingår i släktet Onitis och familjen bladhorningar. Inga underarter finns listade i Catalogue of Life.